# Jan Wagner (duchowny)

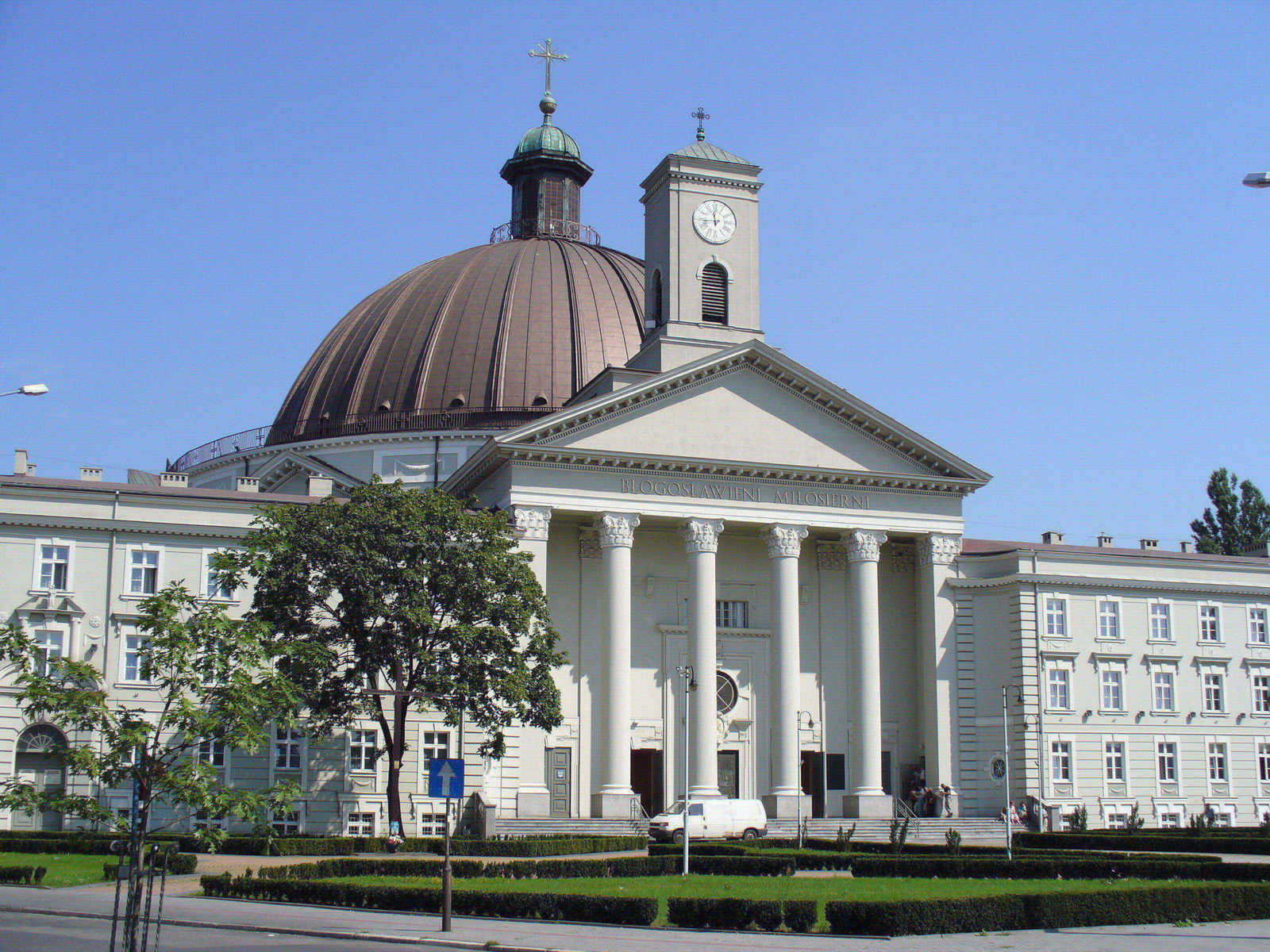
Kościół św. Wincentego a Paulo w Bydgoszczy, gdzie proboszczem w latach 1937-1939 był ks. Jan Wagner

Jan Wagner CM (ur. 10 kwietnia 1892 w Piasku k. Pszczyny na Górnym Śląsku, zm. 1 listopada 1939 w Lesie Gdańskim) – polski duchowny rzymskokatolicki, misjonarz św. Wincentego a Paulo, proboszcz parafii św. Wincentego a Paulo w Bydgoszczy, superior domu Księży Misjonarzy w Bydgoszczy, Sługa Boży Kościoła katolickiego.

## Życiorys
Był synem Andrzeja i Ewy z Koczubów. Uczył się w Pszczynie i przez krótki okres w małym seminarium Księży Misjonarzy w Krakowie. 15 października 1910 wstąpił do Zgromadzenia Księży Misjonarzy i po dwóch latach złożył śluby święte. W latach 1914–1919, z przerwami spowodowanymi dwukrotnym powoływaniem do armii niemieckiej, odbył studia w Instytucie Teologicznym Zgromadzenia Księży Misjonarzy w Krakowie. Święcenia kapłańskie przyjął 22 czerwca 1919.
W latach 1919–1926 był wikariuszem i katechetą w Jezierzanach koło Borszczowa. Przeniesiony do Pabianic, był prefektem gimnazjum żeńskiego i seminarium nauczycielskiego w latach 1926–1933. Od 1933 do 1937 był proboszczem parafii Najświętszej Maryi Panny w Pabianicach i superiorem tamtejszego domu misjonarskiego.

### Działalność w Bydgoszczy
15 listopada 1937 został mianowany superiorem domu misjonarskiego i proboszczem parafii św. Wincentego a Paulo w Bydgoszczy. Jako proboszcz kontynuował budowę kościoła oraz zabiegał o ożywienie życia religijnego parafii. Jednak tempo robót budowlanych osłabło ze względu na komplikującą się sytuację polityczną i rosnące zagrożenie ze strony Niemiec. W 1938 i w połowie 1939 r. zdołano wybudować tylko schody, łączące dom misjonarski z kościołem i chórem organowym, a w samym kościele ustawiono rusztowanie i zbrojenie pod oratorium i chór.
Był znanym rekolekcjonistą. Prowadził działalność misyjną w wielu polskich miastach. Pełnił funkcję wizytatora nauki religii w szkołach powszechnych miejskiego dekanatu bydgoskiego.

### Śmierć
Po zajęciu Bydgoszczy przez Niemców został aresztowany 8 września 1939. Zatajenie stanu duchownego mogło księdzu uratować życie, ale tego nie zrobił. Był przetrzymywany w koszarach przy ul. Gdańskiej. 1 listopada 1939 r. został rozstrzelany podczas egzekucji w Lesie Gdańskim pod Bydgoszczą.

## Upamiętnienie
22 września 1947 podczas ekshumacji grobów w Lesie Gdańskim, odnaleziono zwłoki 78 osób, z których 11 zidentyfikowano, w tym zwłoki ks. Wagnera. 1 października 1947 odprawiono uroczyste nabożeństwo żałobne za śp. ks. Wagnera, a jego zwłoki pochowano na bydgoskim Cmentarzu Bohaterów na Wzgórzu Wolności.
Zapamiętano go jako pocieszyciela dręczonych. Jego nazwisko znajduje się na tablicy pamiątkowej, poświęconej księżom misjonarzom zamordowanym w okresie okupacji niemieckiej, umieszczonej w bazylice św. Wincentego a Paulo w Bydgoszczy.

## Proces beatyfikacyjny
Jest jednym z 122 Sług Bożych, wobec których 17 września 2003 rozpoczął się proces beatyfikacyjny drugiej grupy polskich męczenników z okresu II wojny światowej.